# Eudémonisme
L'eudémonisme est parfois confondu avec l'hédonisme, les deux doctrines pouvant soit se rapprocher soit s'opposer selon les théories.
L’eudémonisme (du grec : εὐδαιμονία / eudaimonía, « béatitude ») est une doctrine philosophique posant comme principe que le bonheur est le but de la vie humaine. Le bonheur n'est pas perçu comme opposé à la raison, il en est la finalité naturelle. Ce lien entre raison et bonheur est particulièrement mis en avant par le stoïcisme, mais se retrouve également dans d'autres courants philosophiques issus de l'époque hellénistique. Il se différencie de l'hédonisme, doctrine qui fixe la recherche de plaisir (et non le bonheur) et l'évitement de la souffrance comme but de la vie humaine.
On peut en revanche rattacher à l'eudémonisme la recherche de la félicité chez Spinoza ainsi que l'idéal du bonheur (ou bien) commun au XVIIIe siècle (voir notamment l'Article 1er de la constitution française de 1793 et de sa nouvelle Déclaration des droits de l'homme et du citoyen, ainsi que les notions d'utilitarisme, ou la théorie de la main invisible d'Adam Smith, etc.).
L'eudémonisme qualifie les doctrines éthiques qui font du bonheur le souverain bien et le critère ultime de choix des actions humaines : c'est le cas, depuis Socrate, de la quasi-totalité des écoles de philosophie antiques, mais celles-ci s'opposent en ce qui concerne les moyens pour atteindre le bonheur.
L'eudémonisme se fonde sur une confiance générale en l'être humain, qui reste la clé irremplaçable de l'humanisme. La doctrine se concentre sur cette seule chance d'épanouissement que constitue la vie terrestre, et c'est par conséquent à la réussite de cette vie, au bonheur immédiat ou rationalisé sur un temps long, tant au sien qu'à celui d'autrui, qu'elle consacre logiquement l'essentiel de son effort.
Eudémonia était aussi le nom donné à la personnification du bonheur par les anciens grecs, considérée parfois comme l'une des Charites.

## Platon
Selon Louis Guillermit, « Platon veut faire valoir les droits d'un eudémonisme vrai, authentiquement réfléchi, inauguré par une critique de l'hédonisme qui montre que le bonheur s'ajoute comme un surcroît à la vie vertueuse ».
Selon Jean-Luc Périllié, ce qui fait à la fois l’unité et l’esprit de pratiquement tous les dialogues de Platon, de l’Apologie de Socrate aux Lois, n’est autre que le message même de l’eudémonisme. C’est-à-dire l’annonce de la possibilité pour l’homme d’atteindre l’eudaimonia, en tant que «bonheur démonique», bonheur plus qu’humain, ceci au moyen de la pratique des vertus. Socrate, soi-disant à l’écoute d’une «voix démonique», se définit dans l’Apologie comme « pourvoyeur de bonheur réel » (36d-e). Enfin, dans son dernier dialogue, les Lois, Platon redéploie d’une manière solennelle et hiératique le message eudémoniste, le replaçant sous la tutelle d’une antique tradition cosmo-théologique : « Amis, le Dieu qui a dans ses mains, suivant l’Ancien Récit (Palaios Logos), le commencement, la fin et le milieu de toutes choses qui sont, va droit à son but traversant toutes choses selon la nature ; et vient toujours à sa suite Justice (Dikè), châtiant ceux qui s’écartent de la loi divine (tou theiou nomou). Et celui qui, modeste et rangé, veut être heureux (eudaimonèsein), doit s’attacher étroitement à elle… »
L’Ancien Récit, dans l’état actuel des connaissances, est identifié au grand Poème orphique à partir duquel, dans une lointaine antiquité, a été instituée la religion des Mystères. Platon nous fait ainsi comprendre que l’eudémonisme philosophique tire son origine de la sotériologie des Mystères (religion à caractère initiatique promettant aux hommes le salut).
Quoi qu’il en soit, la première formulation philosophique du message, chez Platon, se découvre dans le Gorgias, 470e : « L’individu (homme ou femme) qui est bel et bon (kaloskagathos) est heureux (eudaimona), alors que celui qui est injuste et mauvais est malheureux ».
Ce point de vue énoncé par Socrate provoque l’incompréhension et les sarcasmes de ses interlocuteurs, à savoir les représentants de l’hédonisme mondain, Polos et Calliclès. Car, d’après la thèse socratique, le juste, quand bien même il serait persécuté, serait infiniment plus heureux que l’injuste. Et ce dernier, tel le tyran Archélaos, parvenu au pouvoir en perpétrant moult crimes crapuleux — pouvant dès lors assouvir ses sinistres passions dans la plus totale impunité —, ne peut être que le plus malheureux des hommes (Gorgias, 478e-479e). La thèse énoncée par Socrate est alors mise au compte de la Philosophia, celle-ci étant assimilée à une personne parlant à travers lui (482a-b), l’amenant à répéter inlassablement ce même message. De cette manière, l’eudémonisme se voit immédiatement promu à la dignité de thèse philosophique par excellence. Une thèse qui, en tout cas, ordonne toute la progression du Gorgias, puisque le credo socratique est d’abord présenté comme triomphant dans l’entretien avec Polos, pour être ensuite soumis à une rude réfutation de la part de Calliclès. Bien évidemment, la mise en scène a pour fonction d’amener Socrate à produire une contre-réfutation à valeur définitive, ceci jusqu’à la fin du dialogue. Le mythe final du dialogue, tiré encore une fois de la religion des Mystères, est censé apporter une ultime confirmation relativement au bonheur des âmes philosophiques séjournant pour l’éternité dans les « Îles des Bienheureux » (Gorgias, 523b-526c).
Certes, Platon n’aura pas ménagé ses efforts pour répéter et défendre cette thèse perçue à l’époque comme tout à fait atypique, mettant littéralement les choses sens dessus-dessous (Gorgias, 481c). L’eudémonisme est encore reformulé dans le livre I de la République pour faire l’objet d’une longue démonstration de nature morale et politique, tout au long des neuf livres suivants. De leur côté, Le Banquet et le Phèdre montrent que l’eudaimonia provient de la médiation (Metaxu) du grand démon Éros (Banquet, 202d), pouvant guider les hommes vers la plus grande félicité (Phèdre, 245b, 266a-b) — félicité s’obtenant par la contemplation du monde hyper-ouranien des Idées (Phèdre, 247c). Touché par la grâce du « don divin » (theia moira), dans le Phédon (58e), Socrate étonne son entourage en paraissant profondément heureux (eudaimôn), alors qu’il est au seuil de la mort, en attente de son exécution. Le message du bonheur démonique, avec le fameux jeu de mots daimôn – eudaimôn, sera encore restitué dans un cadre ontologique et même scientifique, à la fin du Timée, comme le montre le message conclusif de ce dialogue de maturité : « Au sujet de l’espèce d’âme qui est la principale en nous, il faut faire la remarque suivante : le dieu en a fait cadeau à chacun d’entre nous comme d’un démon (hôs ara auto daimona)… Quand un homme a cultivé en lui-même l’amour de la science et des pensées vraies, quand de toutes ses facultés, il a exercé principalement la capacité de penser aux choses immortelles et divines, un tel homme, s’il parvient à toucher la vérité, il est absolument nécessaire que, dans la mesure où la nature humaine peut participer à l’immortalité, il ne lui en échappe pas la moindre parcelle, vu que sans cesse, il rend un culte à la partie divine de l’âme et qu’il comble de tous ces soins le démon qui réside en lui (ton daimona sunoikon en autôi), ce qui le rend parfaitement heureux (diapherontôs eudaimona). »

## Aristote
On peut considérer que l'aristotélisme, à la suite de Platon, est un eudémonisme intellectualiste, qui place le bonheur dans la satisfaction liée à la contemplation de la vérité par l'esprit de la phronesis. Pour Aristote : « Le bonheur, [eudaimonia] est un principe ; c’est pour l’atteindre que nous accomplissons tous les autres actes ; il est bien le génie de nos motivations. ». Précisons toutefois que deux modèles du bonheur sont présentés de manière concurrentielle dans l'Éthique à Nicomaque d'Aristote : un bonheur contemplatif, propre aux dieux, et un bonheur découlant de la vie politique, accessible aux hommes. Les commentateurs ne s'entendent toujours pas sur la question de savoir lequel des deux types de bonheur Aristote privilégiait, étant donné que plusieurs de ces auteurs veulent voir en Aristote un contradicteur des doctrines éthiques de Platon.

## Épicure
L'épicurisme, quant à lui, est une forme d'eudémonisme particulière parfois présenté comme un hédonisme raisonné qui propose d'atteindre le bonheur par la rationalisation du plaisir sensible du corps. Le but de l'épicurisme est d'arriver à un état de bonheur constant, une sérénité de l'esprit, tout en bannissant toute forme de plaisir non utile. Il repose également sur la pratique de la philosophie, seul moyen de libérer l'âme de ses tourments et d'atteindre la sérénité et l'amitié.

## Spinoza
Le spinozisme est un eudémonisme qui place le bonheur, selon une interprétation traditionnelle, dans la joie de comprendre la nature, l'amour de soi et du monde et la puissance de la raison qui permet de vivre libre des passions. Pour d'autres, le bonheur par la joie visé par Spinoza ne peut être qu'une joie en acte, c'est-à-dire une joie dans tous les actes concrets de la vie, et selon sa modalité psychique comme corporelle.

## Les Lumières
L’utilitarisme est une doctrine en philosophie politique ou en éthique sociale qui prescrit d'agir (ou de ne pas agir) de manière à maximiser le bonheur collectif.
« Le but de la société est le bonheur commun » postule l'article 1er de la Constitution française du 24 juin 1793.
« Le bonheur est une idée neuve en Europe » affirme Saint-Just en 1794.

## Eudémonisme et hédonisme
L'eudémonisme place comme valeur fondamentale le bonheur, alors que l'hédonisme se fonde avant tout sur le plaisir. L'un n'implique pas forcément l'autre et les deux ne sont pas forcément contradictoires non plus. Tout dépend de la manière dont on définit la recherche du bonheur et de la manière dont on définit la recherche du plaisir. Si on définit le bonheur comme une joie spirituelle, qui s'oppose au plaisir charnel, comme chez Platon, l'eudémonisme exclut dans ce cas l'hédonisme. Si au contraire on définit le bonheur comme la recherche de n'importe quel plaisir de l'instant, sans se soucier des conséquences, alors l'hédonisme s'oppose à l'eudémonisme. Mais certains hédonismes, comme celui de Michel Onfray, supposent d'écarter les plaisirs qui ont des conséquences néfastes dans le futur ou sur autrui. Dans ce cas l'hédonisme, tempéré par la réflexion, rejoint l'eudémonisme. D'autres eudémonismes, comme celui d'Épicure ou de Robert Misrahi, recherchent le bonheur par le plaisir ou par une joie qui n'exclut pas la jouissance charnelle. Dans ce cas, l'eudémonisme rejoint l'hédonisme réflexif.